# Kristligtsociala partiet (Österrike)

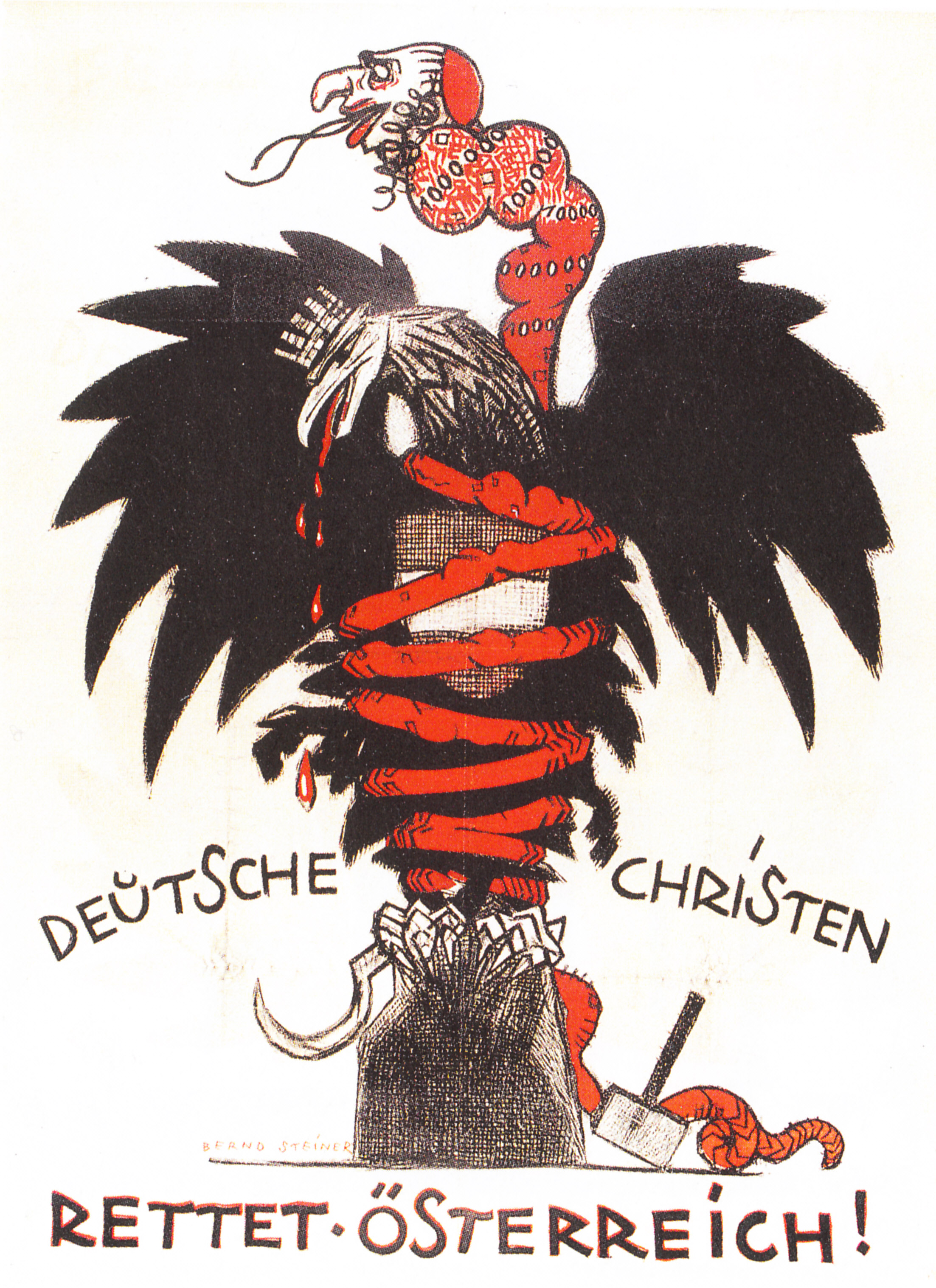
Antisemitisk valaffisch från år 1920

Kristligtsociala partiet (tyska: Christlichsoziale partei) var ett konservativt och katolskt politiskt parti i Österrike-Ungern och Första republiken Österrike, bildat år 1891 av Wiens borgmästare Karl Lueger. Det ses som en föregångare till det moderna Österrikiska folkpartiet.

## Historia
Kristligtsociala partiet bildades under slutspurten av valkampanjen inför 1891 års val till Riksrådet. Man hade stort stöd hos det katolska prästerskapet och landsbygdsbefolkningen. Genom antisemitiska, nationalistiska och andra högerpopulistiska budskap sågs partiet som en motvikt mot de "gudlösa" socialdemokraterna. Partiets starka stöd för monarkin och huset Habsburg resulterade i stöd även bland adeln. I riksrådsvalet år 1907 vann partiet mertalet av mandaten i underhuset.

### Första världskriget och 1920-talet
Trots att ministerpresidenten greve Karl Stürgkh ignorerade parlamentets befogenheter under våren 1914 stödde partiet regeringen under julikrisen 1914 och dess agerande under svarta veckan som mynnade ut i första världskriget. När Österrike-Ungern löstes upp år 1918 röstade de kristligtsociala ledamöterna i Riksrådet dock för skapandet av Republiken Tysk-Österrike och avskaffandet av monarkin. Inledningsvis stödde partiet också anslutning till Weimarrepubliken men började snart ändra inställning. Därefter var man i koalition med Österrikes socialdemokratiska arbetarparti 1918-1920 varefter man ledde en egen regering efter parlamentsvalet 1920 tillsammans med Stortyska folkpartiet. Från 1920 innehade enbart kristligtsociala politiker kanslerämbetet och socialdemokraterna hamnade i ständig opposition. 1929 försökte partiet alliera sig med det paramilitära Heimwehr men istället gick man i fortsatt koalition med Landbund och Stortyska folkpartiet.

### Avskaffandet av flerpartisystemet
Kristligtsociala partiet uppgick år 1933 i Fosterländska fronten tillsammans med sina konservativa koalitionspartner, då partiordföranden och kanslern Engelbert Dollfuß inför hotet om avgång vidtagit åtgärder för att sätta parlamentet ur spel och upprätta den austrofascistiska diktaturen. År 1938, till följd av Anschluss, förbjöds Fosterländska fronten av nazisterna. Kristligtsociala partiet återbildades inte efter andra världskriget men flera gamla medlemmar grundade istället Österrikiska folkpartiet.

## Politisk plattform
Kristsociala partiets grundare Karl Lueger var ökänd för att genom en kombination av antisemitiska och socialkonservativa ideal ha inspirerat den unge Wienbon Adolf Hitler, men dessa värderingar genomsyrade konstant partiets politik och kampanjande. Man motsatte sig Österrike-Ungerns närmande det preussiskt styrda Kejsardömet Tyskland och ville stärka österrikarnas katolska identitet, till skillnad från det protestantiska Preussen.